# Эффект Ромео и Джульетты
Эффе́кт Роме́о и Джулье́тты — неподтверждённый психологический феномен, якобы заключающийся в увеличении романтической привлекательности людей друг для друга вследствие препятствования их отношениям (например, со стороны родителей), попыток разлучить или составить какие-либо преграды для развития любовных или супружеских отношений. Берет свое название от одноименной пьесы У. Шекспира.

## Изучение
Является объектом изучения в социальной психологии.
Впервые был сформулирован в совместной работе американских психологов Р. Дрисколла, М. Липетц и К. Девиз. Было проанализировано поведение 140 супружеских и любовных пар, и на основании результатов двухфазного опроса был сделан вывод о возможном положительном влиянии на отношения при противодействии со стороны родителей. То есть, гнев со стороны родителей делает романтическую привязанность ещё более крепкой.
По результатам нескольких исследований эффект Ромео и Джульетты был опровергнут.
В 1983 году М. Паркс провел исследование, чтобы определить влияние сверстников и семей на вовлеченность в отношения, что практически не подтвердило данные предыдущее исследование Р. Дрисколла. Не подтвердилась взаимосвязь между оппозицией отношениям со стороны семьи партнера и силой эмоциональной привязанностью. При этом результаты этих исследований открыли путь для многих других работ, изучающих различные аспекты романтических отношений и систем поддержки и одобрения.
В 2001 году Д. Фелмли пришла к выводам, подобным тем, которые вывел М. Паркс. Например, одобрение от друзей и членов семьи партнёра уменьшает вероятность, что отношения закончатся.
Исследование Сьюзен Спречер далее расширило тему влияния социальных сетей на отношения. Она обнаружила, что люди из социальной сети полагали, что их личные мнения, будь то поддержка или оппозиция, повлияли на романтические отношения, которые они ранее признали в своих социальных сетях.
H. Коллин Синклер обнаружил, что одобрение или неодобрение друзей оказало большое влияние на восприятие участниками потенциального партнера по свиданиям. Как и в ранее обсуждавшихся исследованиях, Синклер и его коллеги не нашли существенного подтверждения «эффекта Ромео и Джульетты».
Психологи Университета штата Миссисипи и Техасского университета воспроизвели эксперимент в 2014 году, удвоив число участников. Было установлено, что
эффекта, подобного указанному у У. Шекспира, в реальности не существует. Исследование показало, что чем лучше отношение к партнёру у родителей, тем крепче и долговременнее выходят отношения у детей. Также прослеживалась и обратная закономерность: чем сильнее и дольше противодействие отношениям со стороны родителей, тем слабее дети проявляли друг к другу любовь с течением времени.
Кроме того, Дж. Лемиллер в нескольких работах также установил, что качество отношений у детей падает, если родители не одобряют романтическую связь. Вероятность разрыва в течение первых трёх лет после начала отношений в такой ситуации возрастала в несколько раз.

## Действие эффекта
В романтическом типе привязанности, когда партнеры сильно привязаны друг к другу и оказывают друг на друга сильное эмоциональное влияние, они чаще, чем обычно, стремятся уступить другому и пойти на компромисс в сложной ситуации.
Кроме того, стрессовая ситуация, к которой относится и препятствование любовным отношениям, приводит к еще большей привлекательности объекта привязанности для индивида. Об этом свидетельствуют результаты психологических экспериментов. Например, привлекательность девушки, с которой беседовали респонденты в опасных условиях (на висячем мосту) оказалась намного выше, чем в безопасных (на стационарном мосту). Девушка представлялась студенткой-психологом и просила респондентов-мужчин ответить на несколько вопросов. Несмотря на достаточно опасные условия висячего моста, ни один мужчина ей не отказал, но опасался признаваться в том, что ему было страшно. После анкетирования девушка оставляла свой номер телефона и предлагала перезвонить. Мужчины, познакомившиеся с девушкой на висячем мосту, перезвонили в два раза чаще.
Через некоторое время эксперимент был проведен повторно. Девушка стояла в середине, а затем в конце висячего моста, чтобы исключить влияние каких-либо других факторов, а сосредоточиться на воздействии экстремальных условий на формирование привязанности. Тем не менее, результаты предыдущего эксперимента подтвердились.

## Двухфакторная теория любви в изучении феномена
Э. Бершейд и Э. Уолстер провели исследования для установления того, как страх, сексуальная фрустрация и другие обстоятельства влияют на формирование романтической привязанности и, как следствие, стремление к развитию любовных отношений. Положения исследований получили название двухфакторной теории любви.
Она предполагает, что любовь формируется под воздействием двух факторов:
- Первый фактор состоит из общего физиологического возбуждения, главную роль в котором играет партнёр,
- Второй фактор — когнитивный признак романтических чувств.

Кроме того, проводились исследования, нацеленные на изучение того, может ли любая форма возбуждения повлиять на зарождение страстной любви. К примеру, было установлено, что после нескольких физических упражнений женщины кажутся более привлекательными. В одном из экспериментов также было доказано, что сексуальное возбуждение от любого источника может привести к более сильной страсти.

## Эффект в культуре
Отсылки к взаимоотношениям Ромео и Джульетты из пьесы У. Шекспира прослеживаются в сотнях творческих и научных работ. Было снято более 100 экранизаций, поставлено более 10 пьес, создано множество музыкальных, скульптурных и других композиций.